# Gabriel Fauré

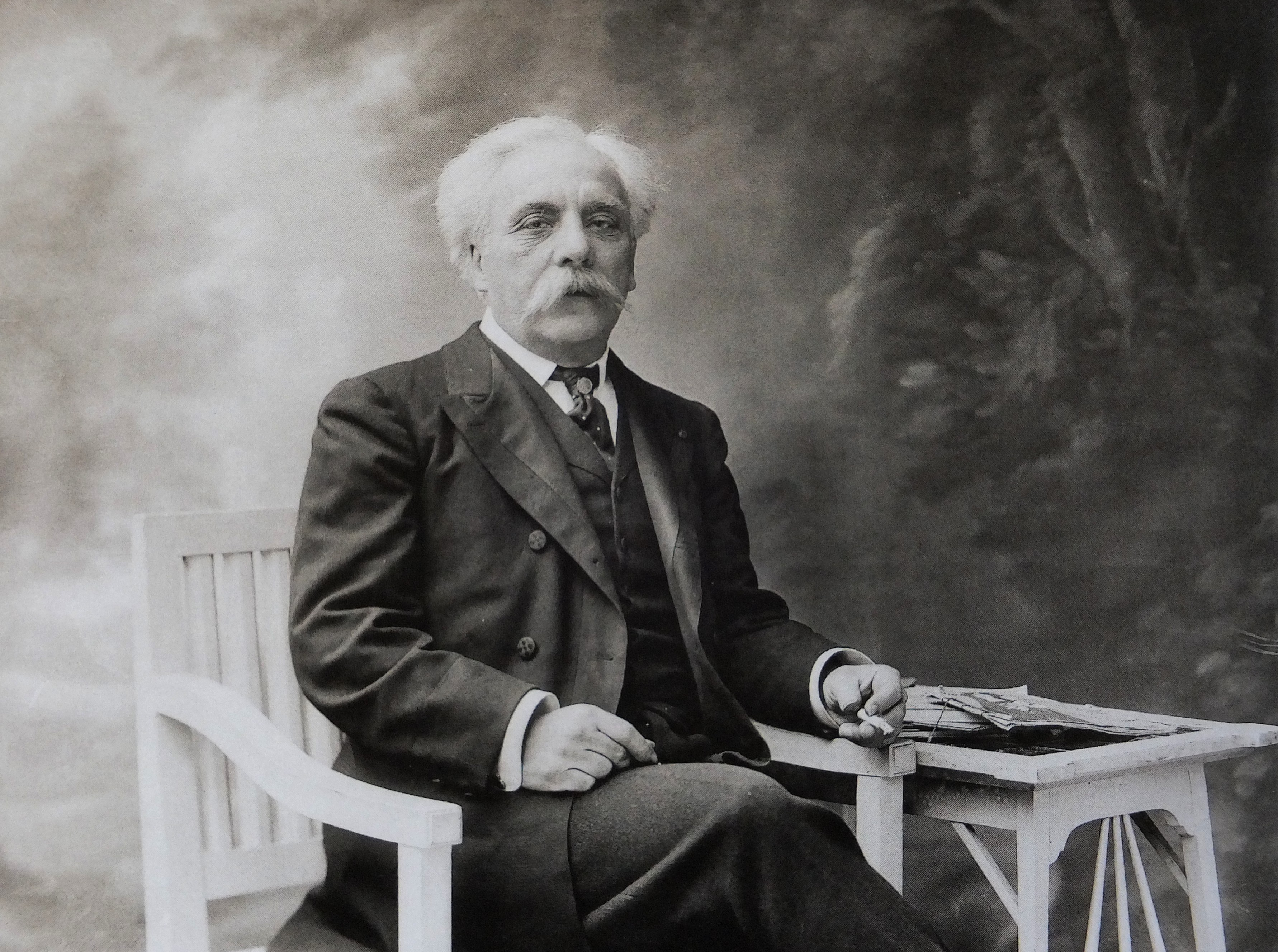
Gabriel Fauré (1905)

Gabriel Fauré (12. května 1845 Pamiers, jižní Francie – 4. listopadu 1924 Paříž) byl francouzský hudební skladatel působící ve 20. století.

## Život

### Mládí
Fauré, šesté, nejmladší dítě svých rodičů, se narodil v jihofrancouzské provincii Ariège, nedaleko Pyrenejí a španělských hranic. Jeho otec byl školním inspektorem a později ředitelem školy pro budoucí ředitele, ale mezi jeho předky se žádní hudebníci nenacházeli. Nicméně Gabriel projevoval hudební nadání již od devíti let a v roce 1854 získal stipendium na Škole klasické a duchovní hudby v Paříži a od jejího zakladatele Louise Niedermeyera a zůstal zde až do svých dvaceti let. Dostalo se mu přísné výuky, která ho měla připravit na dráhu chrámového sbormistra, a později se zde seznámil se svým učitelem hry na klavír, Camile Saint-Saënsem.

### Dospělost
Po ukončení školy se Fauré v roce 1866 stal varhaníkem chrámu v Rennes, kde zůstal do roku 1870. Ačkoliv šokoval duchovní tím, že hrál v kostele operní hudbu a při bohoslužbách kouřil, strávil toto období plodně, dával hodiny a skládal nejrůznější skladby, hledaje svůj osobní styl. Pak přijal místo v pařížském kostele, ale odešel a poté strávil několik měsíců během prusko-francouzské války 1870–1871 v armádě, kde byl oceněn vyznamenáním Croix de Guerre. Po demobilizaci vystřídal rychle za sebou dvě místa v kostelích, nejprve v St. Honoré d’Eylau a pak v říjnu 1871 (po zhroucení revoluční komuny, která se téhož roku udržela deset měsíců u moci) jako asistent Widora u sv. Sulpicia. V roce 1874 opustil i toto místo a stal se zástupcem Saint-Saënse u Madeleine, a když jeho učitel v roce 1877 odstoupil, sbormistrem.
V té době byl již Saint-Saëns oceňovaným a vlivným přítelem, v jehož domě se Fauré setkával s mnohými význačnými hudebníky, jako byl d’Indy a Chabrier, stejně tak i spisovateli Flaubertem, George Sandovou a Turgeněvem. Bylo to rovněž období jeho románku s Marianne Viardotovou, dcerou zpěvačky Pauline Viardotové. V roce 1877 se zasnoubili, ale v říjnu zasnoubení zrušili. Jeho zjitřené city z té doby se odrazily patrně v jeho první houslové sonátě (1876), prvním klavírním kvartetu (1879) a baladě pro klavír a orchestr (1881). V březnu 1883 se oženil s Marií Fremietovou, dcerou sochaře. Měli spolu dva syny, z nichž první se narodil téhož roku a druhý v roce 1889. Nebyli spolu však příliš šťastni. Skladatel i nadále vyhledával rozptýlení v mimomanželských vztazích.

### První úspěchy
Jeho hudební dráha se však vyvíjela slibně a v listopadu 1871 se spojil se Saint-Saensem, d’Indym, Chabrierem, Bizetem a dalšími a společně založili Národní společnost pro francouzskou hudbu, těleso zasvěcené podpoře „galského umění“, které mělo za úkol přivodit obrození francouzské hudby, a v roce 1874 se stal jejím tajemníkem. V téže době se stal horlivým obdivovatelem Wagnera a vyjížděl na představení jeho cyklu Prsten Nibelungův.
Od roku 1880 se stal Faurého život zvnějšku jednotvárným, ačkoliv občas trpěl oslabujícími depresemi. Smrt jeho otce v roce 1885 uspíšila práci na Rekviem, jednom z jeho nejoblíbenějších děl, které však dokončil teprve v roce 1900, kdy umřela i jeho matka.

### Závěr života a smrt
Pro své nesčetné písně a další hudbu si nalezl vydavatele a stal se vyhledávaným učitelem a inspektorem na provinčních konzervatořích.
Stal se vůdčí osobností pařížského společenského života a hodně cestoval. V roce 1896 přijal místo staršího varhaníka v chrámu Madeleine a vystřídal Masseneta jako učitele skladby na pařížské konzervatoři, kde se jeho žákem stal Maurice Ravel, jenž ho miloval a obdivoval. Rovněž psal v letech 1903–1921 hudební kritiky do pařížského listu Le Figaro. V roce 1905 se stal ředitelem konzervatoře a ačkoliv trpěl ztrátou sluchu, odešel na odpočinek teprve v roce 1920, v pětasedmdesáti letech. Gabriel Fauré skládal až do své smrti, do roku 1924. Při jeho pohřbu v kostele, kde hrál, mu zaznělo jeho Rekviem.

## Nejvýznamnější díla
- Rekviem
- Balada pro orchestr
- Houslové sonáty
- Klavírní kvartet
- Dies irae
- La bonne chanson
- Prométheus
- Aprés un rêve
- Kouzelný klavír
- Úžas
- Dolly
- Lehké svůdnosti
- Elegie pro violoncello
- Béziers
- Pénélopé (opera, premiéra 4.3.1913 v Monte Carlu)[3]

- Písňový cyklus
- Klavírní nokturna
- Duet
- Tajemství západního města
- Sicilienne